# 戴蘭·麥阿里士打
戴蘭·麥阿里士打（英語：Dylan Macallister，1982年5月17日—），生於澳洲新南威爾斯州曼利，澳洲足球運動員，司職中鋒，於2014年1月由澳職球會墨爾本雄心加盟香港球會東方沙龍，在兩個球季分別贏得足總盃及高級組銀牌。

## 球員生涯
麥阿里士打生於澳洲曼利，於16歲在澳洲國家聯賽球隊出道，在1999年助澳洲在世少盃歷史性殺入世界性比賽決賽最終獲得亞軍，直到20歲進軍歐洲球壇加盟挪威球會白蘭恩期間獲得巨無霸稱號，在效力歐洲球會間有幸在歐聯及歐霸盃上陣並入球，麥阿里士打在2004年雅典奧運大洋洲區外圍賽成為是賽事神射手，但到決賽周他卻連大名單也未被列入，當時教練在前鋒位置選了有名氣的超齡球員令麥阿里士打被遺忘了，於2012年加盟澳職球會墨爾本雄心，一直在球會的一隊名單及參與球隊的季前集訓，一切亦進展得頗為順利直至他受傷後產生變化，其後墨爾本雄心更換了教練亦令到麥阿里士打在隊中的位置變得有點不明朗，這時剛巧遇到香港球會東方沙龍提出接洽然後便順理成章地落實加盟。麥阿里士打於2014年4月26日的足總盃4強梅開二度以2–1擊敗南區，最終東方沙龍升班首季即順利奪得足總盃冠軍，於2014年5月當選港甲4月最有價值球員。 2015年6月，麥阿里士打轉會至澳洲第二級別聯賽球隊洛克達爾市太陽。

## 榮譽

### 球會
悉尼奧林匹克
- 澳洲國家足球聯賽冠軍（英语：List of NSL champions）（2001–02季度）

白蘭恩
- 挪威盃冠軍（英语：2004 Norwegian Football Cup）（2004年）

東方沙龍
- 香港足總盃冠軍（2013–14季度）
- 香港高級組銀牌冠軍（2014–15季度）

澳洲U17
- 世少盃亞軍（英语：1999 FIFA U-17 World Championship）（1999年）

### 個人
- 香港甲組足球聯賽 4月最有價值球員（2013–14季度）

## 外部連結
- 香港足球總會網頁球員註冊資料 （页面存档备份，存于）